# Tecnologia de montagem superficial
Tecnologia de montagem superficial  é um método de montagem de circuitos eletrônicos nos quais os componentes  ou SMC (do inglês surface-mount component) são montados diretamente sobre a superfície da placa de circuito impresso (PCB), permitindo o aproveitamento de ambas as faces.

## Descrição

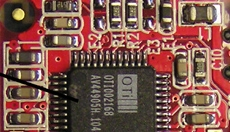
Componentes de montagem superficial numa placa de circuito impresso de flash drive.

Os dispositivos eletrônicos produzidos desta forma são denominados dispositivos de montagem superficial ou SMDs (do inglês surface-mount device). Na indústria, esse método tem substituído amplamente o método de montagem convencional through-hole, no qual os componentes são posicionados através de terminais introduzidos nos furos da placa de circuito impresso, permitindo somente o aproveitamento de uma face da placa.
Um componente SMD é geralmente menor do que seu equivalente convencional porque possui terminais curtos montados juntamente com o corpo do próprio componente. Os terminais também variam de formato, podendo ser contatos chatos, matrizes de bolas de solda (BGAs) ou terminadores no corpo do componente.

## Vantagens e desvantagens

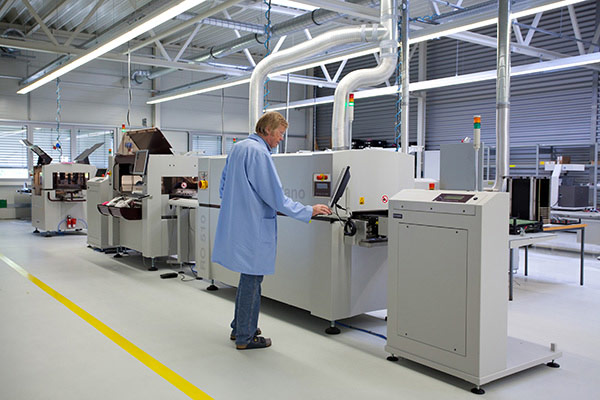
Processo de fabricação de circuitos SMD

- Miniaturização: maior quantidade de componentes e funções em menor espaço na PCB. Ela passou a ser um fator de venda dos produtos, cada vez menores e com maior número de funções;[1]

- Novos produtos: maior velocidade e resposta em comparação com os longos terminais dos componentes convencionais;[1]

- Automação industrial: capacidade de aumento para reduzir custos;[1]

- Custo: preço competitivo em relação aos componentes convencionais;[1]

- Robustez: uma das razões principais dadas ao uso do SMD. Porém, existe a incompatibilidade entre os componentes e a PCB (ou substrato cerâmico) por problemas causados com a expansão térmica. O uso do substrato cerâmico é uma boa alternativa ao problema da expansão térmica quando materiais incompatíveis são soldados por outra forma. Em PCB, este problema se torna ainda mais acentuado. Muitas técnicas e materiais vêm sendo desenvolvidos para minimizar falhas causadas pela fadiga do ponto soldado. Esta falha se evidência com variações de temperatura sofridas pela PCB. O encapsulamento Plastic Leaded Chip Carrier (PLCC) e de outros componentes desta família, possuem terminais de metal que produzem o efeito mola, que permite maior flexibilidade e auxiliam na absorção desta fadiga. Capacitores e resistores necessitam de cuidados especiais durante o projeto da largura das ilhas (pads) na PCB para que se permita um relativo movimento controlado, minimizando a fadiga total durante a soldagem;[1]
- Processo: a integridade mecânica e elétrica dos produtos fabricados com tecnologia SMD depende diretamente do processo de soldagem dos componentes. Em montagens automáticas de componentes convencionais esta fixação mecânica ocorre de maneira efetiva, pois o componente é inserido antes de ser soldado. Já o processo de soldagem SMD deve obedecer a regras bem definidas;[1]
- Reparo: em SMD é mais difícil quando comparado à tecnologia through-hole. O número de terminais nos componentes SMD demanda maior técnica e equipamentos para o retrabalho de PCB’s. Soluções simples podem ser adotadas para minimizar ou eliminar o retrabalho.[1]